# Kozja brada
Kozja brada (tuturuša, brada kozlova, prčja brada, zimska šalata; lat. Tragopogon), biljni rod od preko 120 vrsta jednogodišnjeg i dvogodišnjeg raslinja i trajnica iz porodice Compositae.
U Hrvatskoj raste nekoliko vrsta kozjih brada, to su: balkanska kozja brada (T. balcanicus), velika kozja brada (T. dubius), lukasta kozja brada ili gorka kozja brada (T. porrifolius), livadna kozja brada (T. pratensis) i Tomasinijeva kozja brada (T. tommasinii)
Križana kozja brada ili riđasta kozja brada pripada rodu Geropogon (Geropogon hybridus).

## Vrste
1. Tragopogon acanthocarpus Boiss.
2. Tragopogon alaicus S.A.Nikitin
3. Tragopogon albinervis Freyn & Sint.
4. Tragopogon albomarginatus Kitam.
5. Tragopogon altaicus S.A.Nikitin & Schischk.
6. Tragopogon ameniacus Kuth.
7. Tragopogon anatolicus A.Duran, B.Doğan & Coşkunç.
8. Tragopogon angustifolius Bellardi ex Willd.
9. Tragopogon artvinensis Makbul, Gültepe & Coşkunç.
10. Tragopogon aureus Boiss.
11. Tragopogon badachschanicus Boriss.
12. Tragopogon bakhtiaricus Rech.f.
13. Tragopogon balcanicus Velen.
14. Tragopogon bjelorussicus Artemczuk
15. Tragopogon bombycinus Gredilla
16. Tragopogon bornmuelleri Ownbey & Rech.f.
17. Tragopogon borysthenicus Artemczuk
18. Tragopogon brevirostris DC.
19. Tragopogon buphthalmoides (DC.) Boiss.
20. Tragopogon capitatus S.A.Nikitin
21. Tragopogon caricifolius Boiss.
22. Tragopogon castellanus Levier
23. Tragopogon cazorlanus C.Díaz & Blanca
24. Tragopogon charadzae Kuth.
25. Tragopogon coelesyriacus Boiss.
26. Tragopogon colchicus Albov ex Grossh.
27. Tragopogon collinus DC.
28. Tragopogon coloratus C.A.Mey.
29. Tragopogon conduplicatus S.A.Nikitin
30. Tragopogon × crantzii Dichtl
31. Tragopogon cretaceus S.A.Nikitin
32. Tragopogon crocifolius L.
33. Tragopogon dasyrhynchus Artemczuk
34. Tragopogon dubius Scop.
35. Tragopogon elatior Steven
36. Tragopogon elongatus S.A.Nikitin
37. Tragopogon erostris Boiss. & Hausskn.
38. Tragopogon fibrosus Freyn & Sint. ex Freyn
39. Tragopogon filifolius Rehmann ex Boiss.
40. Tragopogon floccosus Waldst. & Kit.
41. Tragopogon gaudanicus Boriss.
42. Tragopogon gongylorrhizus Rech.f.
43. Tragopogon gorskianus Rchb.f.
44. Tragopogon gracilis D.Don
45. Tragopogon graminifolius DC.
46. Tragopogon heteropappus C.H.An
47. Tragopogon heterospermus Schweigg.
48. Tragopogon idae Kuth.
49. Tragopogon jesdianus Boiss. & Buhse
50. Tragopogon karelinii S.A.Nikitin
51. Tragopogon karjaginii Kuth.
52. Tragopogon kasahstanicus S.A.Nikitin
53. Tragopogon kashmirianus G.Singh
54. Tragopogon kemulariae Kuth.
55. Tragopogon ketzkhovelii Kuth.
56. Tragopogon kindingeri Adamovic
57. Tragopogon kopetdaghensis Boriss.
58. Tragopogon kotschyi Boiss.
59. Tragopogon kultiassovii Popov
60. Tragopogon kurdistanicus Chrtek & Hadac
61. Tragopogon lainzii Suár.-Sant., P.S.Soltis, Soltis, C.Díaz & Blanca
62. Tragopogon lamottei Rouy
63. Tragopogon lassithicus Rech.f.
64. Tragopogon latifolius Boiss.
65. Tragopogon leonidae S.Kutateladze
66. Tragopogon leucanthus Rech.f.
67. Tragopogon longifolius Heldr. & Sartori ex Boiss.
68. Tragopogon macropogon C.A.Mey.
69. Tragopogon makaschwilii Kuth.
70. Tragopogon malikus S.A.Nikitin
71. Tragopogon marginatus Boiss. & Buhse
72. Tragopogon marginifolius Pavlov
73. Tragopogon maroofii Mahmoodi & Safavi
74. Tragopogon maturatus Boriss.
75. Tragopogon meskheticus Kuth.
76. Tragopogon minor Mill.
77. Tragopogon × mirabilis Rouy
78. Tragopogon × mirus Ownbey
79. Tragopogon × miscellus Ownbey
80. Tragopogon montanus S.A.Nikitin
81. Tragopogon oligolepis Hartvig & Strid
82. Tragopogon olympicus Boiss.
83. Tragopogon orientalis L.
84. Tragopogon otschiaurii S.Kutateladze
85. Tragopogon paradoxus S.A.Nikitin
86. Tragopogon pichleri Boiss.
87. Tragopogon podolicus (DC.) Nikitina
88. Tragopogon porphyrocephalus Rech.f.
89. Tragopogon porrifolius L.
90. Tragopogon pratensis L.
91. Tragopogon pseudocastellanus Blanca & C.Díaz
92. Tragopogon pseudomajus S.A.Nikitin
93. Tragopogon pterocarpus DC.
94. Tragopogon pterodes Pancic
95. Tragopogon pusillus M.Bieb.
96. Tragopogon rechingeri Ownbey
97. Tragopogon reticulatus Boiss. & A.Huet
98. Tragopogon rezaiyensis Rech.f.
99. Tragopogon ruber S.G.Gmel.
100. Tragopogon ruthenicus Besser ex Krasch. & Nikitin
101. Tragopogon sabulosus Krasch. & S.A.Nikitin
102. Tragopogon samaritani Heldr. & Sartori
103. Tragopogon scoparius S.A.Nikitin
104. Tragopogon segetum Kuth.
105. Tragopogon serawschanicus S.A.Nikitin
106. Tragopogon serotinus Sosn.
107. Tragopogon sibiricus Ganesh.
108. Tragopogon soltisiorum Mavrodiev
109. Tragopogon songoricus S.A.Nikitin
110. Tragopogon sosnowskyi Kuth.
111. Tragopogon stribrnyi Hayek
112. Tragopogon stroterocarpus Rech.f.
113. Tragopogon subacaulis O.Schwarz
114. Tragopogon subalpinus S.A.Nikitin
115. Tragopogon tanaiticus Artemczuk
116. Tragopogon tasch-kala Kuth.
117. Tragopogon tomentosulus Boriss.
118. Tragopogon tommasinii Sch.Bip.
119. Tragopogon trachycarpus S.A.Nikitin
120. Tragopogon tuberosus K.Koch
121. Tragopogon turcicus Coşkunç., Gültepe & Makbul
122. Tragopogon turkestanicus S.A.Nikitin
123. Tragopogon ucrainicus Artemczuk
124. Tragopogon undulatus Jacq.
125. Tragopogon vaginatus Ownbey & Rech.f.
126. Tragopogon vanensis Gültepe, Coşkunç. & Makbul
127. Tragopogon verrucosobracteatus C.H.An
128. Tragopogon vvedenskyi Popov